# رودولفو د زورزی
رودولفو د زورزی (انگلیسی: Rodolfo de Zorzi; ۲۷ ژوئیهٔ ۱۹۲۱ – ۱۲ ژانویهٔ ۱۹۹۵) بازیکن فوتبال اهل آرژانتین بود.
از باشگاه‌هایی که در آن بازی کرده‌است می‌توان به باشگاه فوتبال روساریو سنترال و باشگاه فوتبال بوکا جونیورز اشاره کرد.
وی همچنین در تیم ملی فوتبال آرژانتین بازی کرده‌است.